# Maurice Alexander (musicien)
 (septembre 2017).
Si vous disposez d'ouvrages ou d'articles de référence ou si vous connaissez des sites web de qualité traitant du thème abordé ici, merci de compléter l'article en donnant les références utiles à sa vérifiabilité et en les liant à la section « Notes et références ».
Pour les articles homonymes, voir Maurice Alexander et Alexander.
Maurice Alexander est un accordéoniste, compositeur et chef d'orchestre français, né dans le 16e arrondissement de Paris le 27 mars 1902 et mort à Vaux-le-Pénil le 27 juin 1980. Il a gravé de nombreux disques 78t et signé de nombreuses compositions. Il a travaillé sous le label de Columbia Records. Il a été l'accompagnateur de Fréhel. Il est inhumé au cimetière de Bois-le-Roi.